# Johannes Frisch
Johannes „Hans“ Frisch (* 1628 in Linz; † 1673/1675 in Stadtamhof, heute Stadtbezirk von Regensburg) war ein österreichischer barocker Bildhauer und Tischler in Linz und Stadtamhof.
Johannes Frisch war der Sohn des Linzer Tischlers und Altarbauers Andreas Frisch († 1661). 1650 heiratete er in Wien, lebte in den folgenden Jahren aber wieder in Linz. Nach 1660 zog er mit seiner Familie nach Stadtamhof bei Regensburg, wo er vor 1675 starb. Zu seinen Werken gehören die Bildhauerarbeiten am Altar in der Ölbergkapelle der Linzer Stadtpfarrkirche von 1652 (Gemälde von Joachim Sandrart) und am Triumphbogen für den Empfang Kaiser Leopolds I. von 1658. Sein ältester Sohn Johann Christian Frisch ergriff ebenfalls den Bildhauerberuf. Sein 1656 geborener Sohn Johann Gottfried ist höchstwahrscheinlich identisch mit dem bekannten niederbayrischen Bildhauer Johann Gottfried Frisch († 1732).